# 苏玛努斯
苏玛努斯（英語：Summanus）古羅馬宗教和神話中夜晚職司雷的神祇之一。在古羅馬得到崇拜供奉並進行與之相關的活動。其事跡反映於相關古典作家之著述，具有重要地影響與積極意義。